# ベリクー (戦列艦・初代)
|                      |                                 |
| 艦歴（フランス海軍） |                                 |
| 進水:                | 1756年月日                      |
| 捕獲:                | 1758年11月2日                   |
| 艦歴（イギリス海軍） |                                 |
| 入手:                | 1758年11月2日                   |
| その後:              | 1772年解体                      |
| 性能諸元             |                                 |
| 全長:                | 砲列甲板：157ft 10½in（48.1 m） |
| 全幅:                | 44ft 10½in（13.7m）             |
| 喫水:                | 19ft 10in（6.0 m）              |
| 機関:                | 帆走（3本マストシップ）         |
| 兵装:                | 各種口径の砲64門:               |

ベリクー(Belliqueux)は1756年進水のフランス海軍の64門戦列艦。
1758年11月2日に英艦アンテロープによりアイリッシュ海で拿捕される。イギリス海軍はベリクーを艦名を変えずに3等艦として就役させた。
ベリクーは1772年に解体された。